# Діброва (Кам'янець-Подільський район)
Дібро́ва (з 1963 до 1967 — Вовкотруби) — село в Україні, у Чемеровецькій селищній громаді Кам'янець-Подільського району Хмельницької області.

## Географія
Селом тече річка Безіменна та Яромирка.

### Клімат
Діброва знаходяться в межах вологого континентального клімату із теплим літом.

## Історія
З праці подільського дослідника Юхима Сіцінського відомо, що перша згадка про поселення 1750 рік.
Селяни були звільнені від кріпосного права в 1861 році.
Внаслідок поразки визвольних змагань на початку XX століття, село надовго окуповане російсько-більшовицькими загарбниками.
Радянська окупація принесла колективізацію та розкуркулення, мешканці села зазнали репресій.
В 1932–1933 селяни села пережили сталінський голодомор.
З 1991 року в складі незалежної України.
15 вересня 2016 року шляхом об'єднання сільських територіальних громад, село увійшло до складу Чемеровецької селищної громади.
До адміністративної реформи 19 липня 2020 року село належало до Чемеровецького району, після його ліквідації, увійшло до складу Кам'янець-Подільського району.

## Населення
Населення становить 121 особу на 2001 рік.

### Мова
У селі поширені західноподільська говірка та південноподільська говірка, що відносяться до подільського говору, який належить до південно-західного наріччя.

## Природоохоронні території
Село лежить у межах національного природного парку «Подільські Товтри».

## Галерея

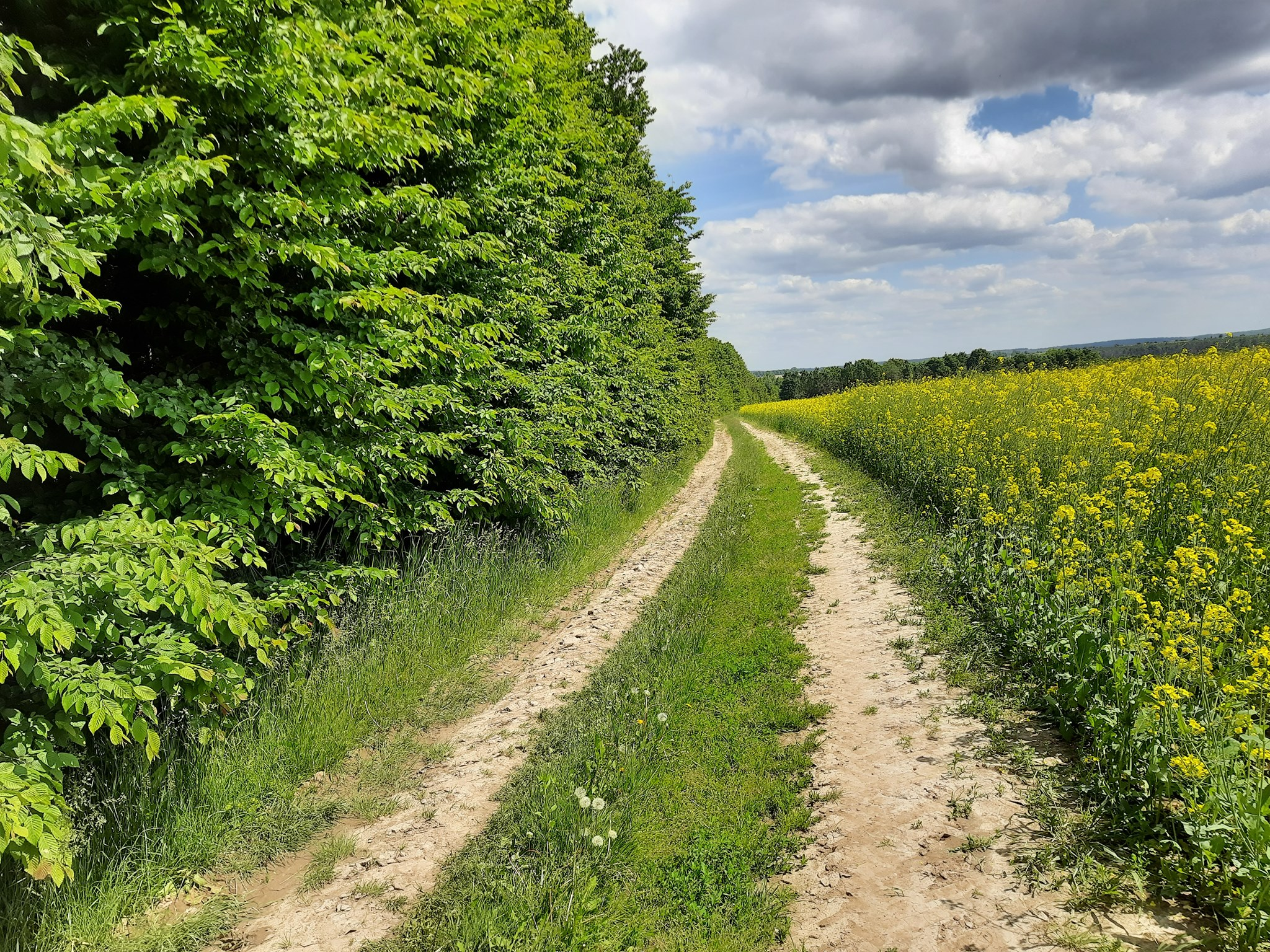
Дорога на Діброву
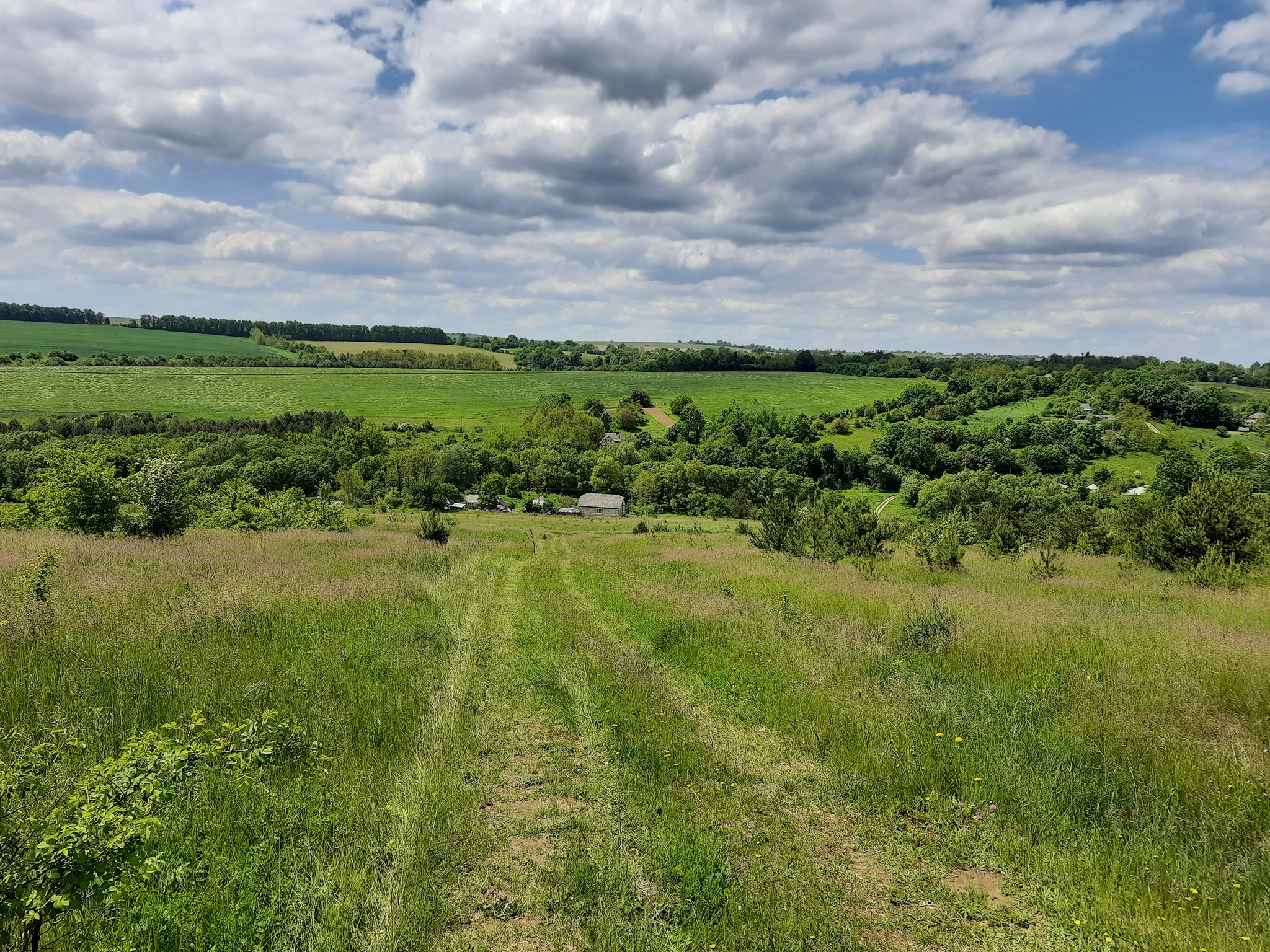
Панорама села Діброва
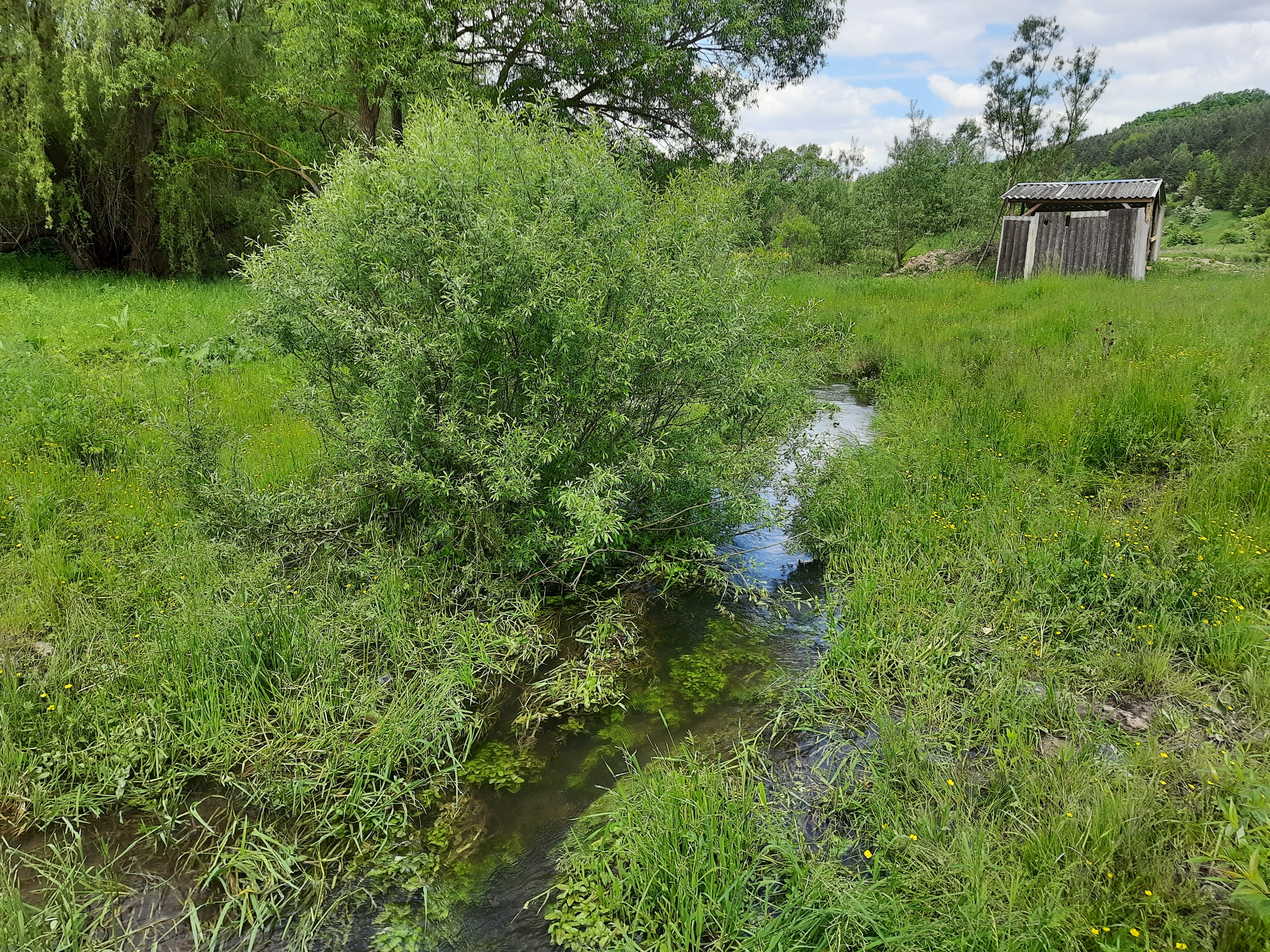
Річка Батіжок біля Діброви
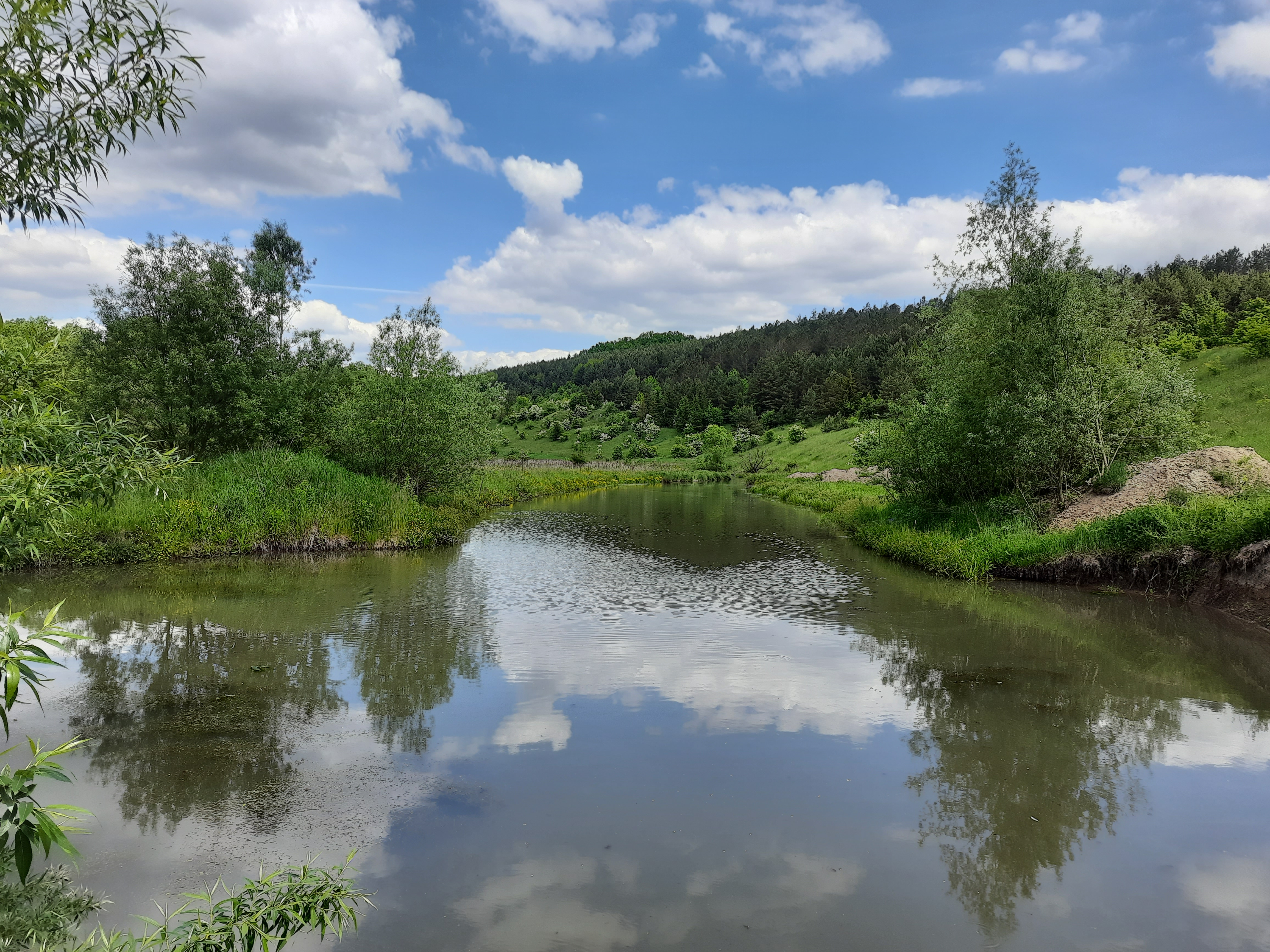
Ставок біля села